# ستنيسو إيوان
ستنيسو أنطوني إيوان (بالبولندية: Stanisław Antoni Iwan)‏ هو سياسي بولندي، ولد في 15 يونيو 1949 في فروتسواف في بولندا. حزبياً، نشط في حزب المنصة المدنية.